# Syracuse 4B
O Syracuse 4B, também conhecido como Comsat-NG 2, é um satélite de comunicação geoestacionário militar francês que foi construído em conjunto pela Airbus Defence and Space e Thales Alenia Space. Ele está localizado na posição orbital de 5 graus de longitude oeste e é operado pelo Direction générale de l'armement (DGA) da França. O satélite foi baseado na plataforma Eurostar-3000EOR e sua expectativa de vida útil é de 15 anos.

## História
E dezembro de 2015, foi assinado um contrato que abrange a construção e lançamento de dois satélites de comunicações militares para as Forças Armadas Francesas denominados de Comsat NG, para substituir os satélites Syracuse 3A e 3B, lançados em 2005 e 2006, respectivamente. Estes novos satélites fornecem à França um sistema de maior desempenho com novos serviços. Os dois satélites tem cargas úteis idênticas nas bandas Ka e X.

## Lançamento
O satélite foi lançado com sucesso ao espaço em 5 de julho de 2023, por meio de um veiculo Ariane 5 ECA+ a partir do Centro Espacial de Kourou, na Guiana Francesa, juntamente com o satélite Heinrich Hertz. Ele tinha uma massa de lançamento de 3.500 kg.